# Lars Lunøe
Lars Lunøe (født 19. april 1936, død 9. oktober 2023) var en dansk skuespiller.
Han blev uddannet på Aarhus Teaters elevskole i 1960. Efter en del års ansættelse på teatret, etablerede han sig som freelance skuespiller og har siden haft roller på en lang række teatre over hele landet, i f.eks. Et dukkehjem, Hedda Gabler, Rosmersholm, Hamlet, Vildanden, Pigen Claudiua, Skyld i Kærlighed, Vallombrosa og Nadveren.
Han indspillede en hel del spillefilm og på tv husker vi ham nok bedst fra serierne Ka' De li' østers?, Kald mig Liva, Gøngehøvdingen og Riget.

## Udvalgt filmografi
- Måske i morgen – 1964
- Gys og gæve tanter – 1966
- Jeg - en marki – 1967
- Historien om Barbara – 1967
- De røde heste (1968) – 1968
- Dr. Glas – 1968
- Jeg - en kvinde 2 – 1968
- Mig og dig – 1969
- Manden der tænkte ting – 1969
- Præriens skrappe drenge – 1970
- Guld til præriens skrappe drenge – 1971
- Pigen og drømmeslottet – 1974
- Spøgelsestoget – 1976
- Strømer – 1976
- Hærværk (film) – 1977
- En by i provinsen (1978)
- Verden er fuld af børn – 1980
- Barndommens gade – 1986
- Peter von Scholten – 1987
- Kærlighed uden stop – 1989
- Det forsømte forår – 1993
- Riget I – 1994
- To mand i en sofa – 1994
- Ondt blod – 1996
- Bryggeren (som Christian de Meza)- 1997
- Riget II – 1997
- Klinkevals – 1999
- At kende sandheden – 2002
- Lad de små børn... – 2004
- Springet – 2005
- Dommeren – 2005